# 게르하르트 슈뢰더
게르하르트 프리츠 쿠르트 슈뢰더(독일어: Gerhard Fritz Kurt Schröder, 독일어 발음: [ˈɡɛɐ̯haɐ̯t fʁɪts kʊʁt ˈʃʁøːdɐ] ( 듣기), 문화어: 게르하르드 슈뢰데르, 1944년 4월 7일~)는 독일의 정치인으로 1998년부터 2005년까지 독일의 연방총리를 지냈으며, 사회민주당의 당원인 그는 사회민주당과 녹색당의 연합 정부를 이끌었다.
전임적인 정치인이 되기 전에 그는 성공적인 변호사였으며, 1998년 현직 총리 헬무트 콜을 꺾고 총리가 되기 전에는 니더작센주의 주총리를 지냈다. 사회민주당이 패한 2005년 연방 선거에 이후 3주 간의 협상을 거쳐 독일 최초의 여성 정부 수반이 된 기독교민주연합의 앙겔라 메르켈에게 총리직을 넘겨줬다.
그러고나서 그는 러시아-독일의 가스 파이프라인을 세우는 회사 노르트 스트림 AG의 사장이 되었다. 크게 독일의 재통일과 구 동독 지역의 부족한 경제적 상황의 결과로서 실업률은 슈뢰더의 7년간 총리직을 통하여 주요 논점이었다. 슈뢰더가 새로운 정부를 형성할 수 없자, 자신의 약속대로 실업률을 줄이는 것에 대한 실패가 2005년 총선에서 겪은 패배의 주요 원인이었다.

## 어린 시절
현재 노르트라인베스트팔렌주에 속하는 모센베르크에서 태어났다. 그의 부친 프리츠 슈뢰더는 베르마흐트의 병장으로 제2차 세계 대전 복무 중에 게르하르트가 태어난지 6개월 만에 1944년 10월 4일 루마니아에서 전사하였다. 모친 에리카는 자신과 두 아들을 성원하는 목적으로 농업 노동자로 일하였다.
슈뢰더는 1958년부터 1961년까지 렘고 하드웨어 상점에서 소매상의 도제를 마치고, 그러고나서 라게의 소매상에서 일하였다. 그후에 괴팅겐에서 고등학교 졸업 증서를 따기 위하여 야간 학교에서 공부하는 동안에 비숙련 건설과 판매원으로 일하였다. 아직도 대학을 들어가는 노력에 1966년 슈뢰더는 빌레펠트에 있는 베스트팔렌콜레그에서 아비투르 시험을 합격하였다. 1966년부터 1971년까지 그는 괴팅겐 대학교에서 법학을 전공하였다. 1976년 두번째 사법 고시를 합격한 그는 1990년까지 변호사로 일하였다.
1963년 슈뢰더는 사회민주당에 입당하였다. 1978년 그는 사회민주당의 청소년 기구인 청년 사회주의당의 연방 의장이 되었다. 지미 카터 미국 대통령, 철학자 헤르베르트 마르쿠제와 볼프 비어만이 했듯이 1977년에 체포된 반체제의 사회주의당 결성자 루돌프 바로를 위한 연설을 하였다. 1982년 그는 후에 디 차이트에 나온 베를린의 올레 운트 볼터를 위한 적녹 연합의 아이디어에 관한 문서를 썼으며, 사회민주당 의장 빌리 브란트 전 총리는 그 주제에 관한 더 많은 책을 쓰는 데 요구하였다. 1980년 슈뢰더는 독일 상원에 선출되었고, 전통 양복 대신 국회에 스웨터를 입고 나왔다. 그는 하노버 구역의 사회민주당 의장이 되었다. 1985년 동베를린 방문 중에 동독의 지도자 에리히 호네커를 만났다.
1986년 슈뢰더는 니더작센주 의회에 선출되어 사회민주당 단체의 지도자가 되었다. 사회민주당이 1990년 주의 선거를 이긴 후, 그는 사회민주당-녹색당 연합 정부의 우두머리로서 니더작센 주총리가 되었으며, 이 직위에서 그는 1994년과 1998년 주 선거를 이기기도 하였다.

## 연방 정치

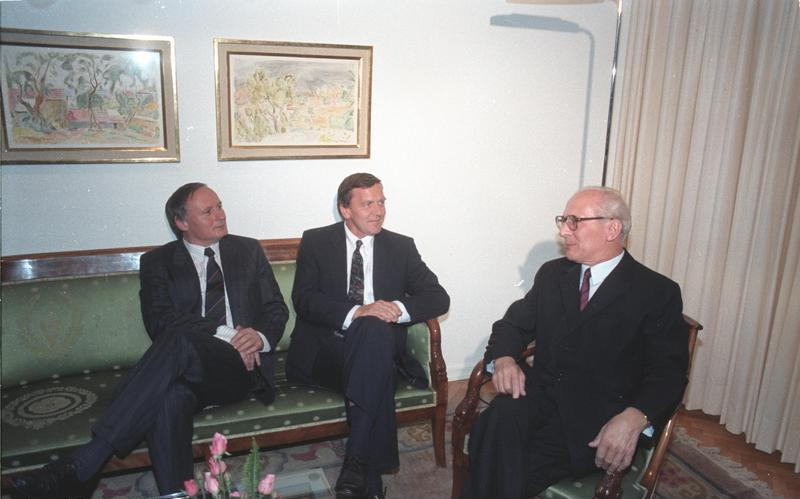
니더작센 주의회 사회민주당 원내의장 시절 오스카르 라퐁텐과 에리히 호네커와 회담하는 슈뢰더

1990년 니더작센 주총리로서 자신의 선거에 이어 슈뢰더는 연방 사회민주당 위원회의 의원이 되었다. 1997년부터 1998년까지 독일 상원의 회장을 지냈으나 자신의 기간이 만기되기 3일 전, 적녹 연합 정부의 우두머리로서 연방총리가 될 때 10월 27일 회장 직위를 떠났다. 2002년 9월 22일 총선에서 그는 좁은 9개의 의석 다수와 함께 또다른 4년의 기간을 확보하였다.
1999년 3월 오스카르 라퐁텐의 사회민주당의 의장으로 사임 후, 라퐁텐이 "신자유주의" 정책들로 숙고한 슈뢰더의 다수의 채택에 항의에서 슈뢰더는 자신의 경쟁자의 직위를 차지하기도 하였다. 2004년 2월 그는 사회민주당의 의장으로 사임하였고, 프란츠 뮌테페링이 그의 뒤를 이었다.
2005년 5월 노르트라인베스트팔렌 주에서 사회민주당이 기독교민주연합에게 패한 후, 슈뢰더는 가능한 대로 곧 연방 선거를 여는 선언을 하였다. 새로운 선거들을 일으키는 목적에서 자신의 정부를 위한 선출을 하지 않도록 의원들에게 주장하였다.
9월 18일 독일 총선이 실시되었다. 선거가 열린 후, 아무도 슈뢰더의 적녹 연합이나 앙겔라 메르켈이 이끈 기독교민주연합/바이에른 기독교사회연합과 자유민주당이나 아무도 의회에서 다수를 이루지 않았으나 1 퍼센트 차이로 기독교민주연합/바이에른 기독교사회연합이 더욱 강한 인기적 선거인단을 가졌다. 선거가 열리기 몇주 전에 사회민주당이 15점 이상 차이로 기독교민주연합을 추적한 이래 이 결과는 놀라운 일이었고, 선거 운동을 벌이는 자로서 슈뢰더의 카리스마와 용맹에 귀착시켰다. 투표는 견실히 슈뢰더가 메르켈보다 더욱 인기있었다고 보였다. 선거의 밤에 슈뢰더와 메르켈은 둘다 승리와 총리직을 주장하였으나 시초적으로 메르켈과 함께 대연합을 제외한 후 슈뢰더와 뮌테페링은 바이에른 기독교사회연합의 에드문트 슈토이버와 함께 협상에 들어갔다. 10월 10일 당들이 대연합을 형성하는 데 동의하였다고 보고되었다. 슈뢰더는 메르켈에게 총리직을 양도하는 데 동의하였으나 사회민주당은 정부 직위들의 다수를 보유하고 정부 정책의 숙고적인 통치를 유지하려고 하였다. 메르켈은 11월 22일 새 총리로 선출되었다.
슈뢰더는 10월 11일 자신이 새로운 내각에서 직위를 차지하지 않기로 선언하였고, 11월 그는 메르켈이 총리직을 차지하자 곧 자신이 정계를 떠나는 것을 확실하게 하였다. 2005년 11월 23일 그는 자신의 상원 의석을 사임하고 스위스와 유럽에서 지도적인 신문과 잡지를 발행하는 링기어 AG에 가입하였다.

## 총리 재임

### 국내 정책
자신의 첫 임기 기간에 슈뢰더의 정부는 핵무기를 제거하고, 회복할 수 있는 에너지를 기금하고, 시민적 연합에 동성애자를 들어갈 수 있게 한 시민 연합을 설립하고 귀화법을 자유화하기로 결정하였다. 사회 보장 시스템(국내적 건강 보험, 실업 납입)에서 삭감들, 낮아진 세금과 고용과 납입에 개혁된 규정을 포함한 2010년 협의 사항의 개혁 프로그램과 함께 대부분의 투표인들은 슈뢰더와 교제하였다.
2002년 선거 후에 사회민주당은 의견 투표에서 착실하게 성원을 잃었다. 많은 이들은 증가적으로 독일의 사회 보장 사정의 해체로 슈뢰더의 중도 프로그램을 파악하였다. 독일의 높은 실업률은 정부를 위한 심각한 문제로 남아있었다. 슈뢰더의 세금 정책들은 또한 인기가 없었다.
금세 일어날 것 같은 미국이 이끄는 이라크 전쟁의 그의 반대에 크게 이긴 2002년의 선거와는 달리 2005년 슈뢰더는 주로 국내 논점에 선거 운동을 벌였다. 그는 반자본주의와 반지성주의로서에 전념하였다. 예를 들어 그는 경멸적인 매너에서 하이델베르크에서 온 대학 교수 파울 키르히호프를 재무장관을 위한 야당의 선택을 달았다. 이 일은 많은 무산 계급 정치인들 사이에 많은 성원을 그에게 주었다. 더욱 나가서 그는 부유한 사람들을 위하여 새로운 세금들을 소개하는 데 전념하였다.

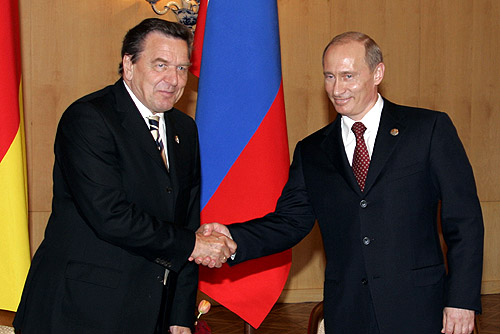
블라디미르 푸틴 러시아 대통령과 악수하는 슈뢰더 총리

### 외교 정책

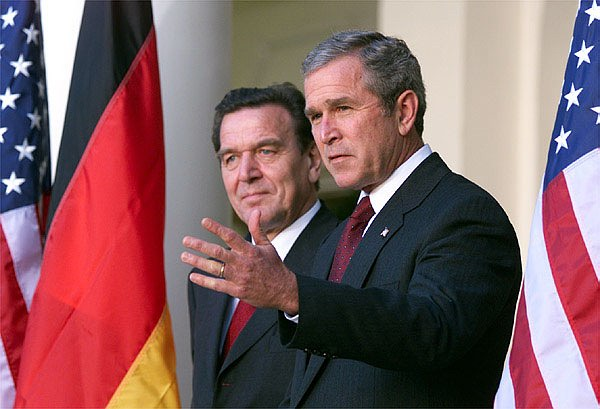
백악관에서 조지 W. 부시 대통령과 함께

슈뢰더는 북대서양 조약 기구 작전들의 일부로서 코소보와 아프가니스탄에 독일군을 파견하였다. 슈뢰더의 총리 재임에 대비하여 독일군은 제2차 세계 대전 이래 전투 활동들에 참여하지 않았다. 독일이 테러리즘과 장기적 경험을 가져오면서 슈뢰더는 911 테러 공격이 일어난 후에 미국과 함께 단결을 선언하였다. 슈뢰더가 총리직을 떠날 때 독일은 아프가니스탄에 2000명의 군사들을 두었다.
프랑스의 대통령 자크 시라크와 많은 다른 세계의 지도자들과 더불어 슈뢰더는 이라크를 상대로 전쟁에 강하게 터놓게 말하였고, 그 기획에 아무 군사 보조를 거부하였다. 슈뢰더의 태도는 독일과 미국 사이에 정치적 마찰을 일으켰으며, 특히 그가 자신의 선거 운동을 위하여 이 화제를 이용하였기 때문이다. 슈뢰더의 태도는 사회민주당원들에 의하여 주장된 반미 진술들을 위한 단계를 세웠다. 슈뢰더의 비판들은 독일에서 반미 감정에 강화에 그를 비판하였다.
2004년 8월 1일 바르샤바 봉기 60주년을 맞는 날에 그는 분쟁이 일어난 동안에 국민들의 헤아릴 수 없는 고통을 위하여 폴란드에 사과하였다. 그는 봉기의 기념으로 초청된 첫 독일 총리였다.
자크 시라크 대통령과 우호적인 관계에 추가로 슈뢰더는 러시아와 독일 사이에 발트해에 가스 파이프라인을 개장한 것을 포함한 베를린과 모스크바 사이의 전략 협력을 강화하는 시도에서 러시아의 블라디미르 푸틴 대통령과 가까운 관계를 깊게 하였다. 슈뢰더는 푸틴이 우크라이나에서 오렌지 혁명이 일어나는 동안에 빅토르 야누코비치를 축하하기 며칠 전 11월 22일 푸틴을 "완벽한 민주주의자"로 부른 이유로 대중 매체에서, 그리고 이어서 앙겔라 메르켈에 의하여 비판을 받았다. 자신의 총리 임기가 시작된 지 며칠 만에 슈뢰더는 합동 투기의 이사국에 가입하여 자신의 이전의 객관성에 관한 새로운 투기들을 가져왔다. 자신의 회고록 《결정들:정치에서 나의 인생》에서 슈뢰더는 아직도 자신의 친구이자 정치적 제휴 푸틴에 의지하고 "국내적 정치 개혁과 민주적 개발의 비율에 올 때 러시아에 과도한 요구들을 놓거나 체첸 전쟁의 기초에 완고하게 재판하는 데 잘못되었을 것이다"라고 진술하였다.
전직 총리로서 2008년 2월 세르비아로부터 독립을 선언한 코소보를 신속히 독립국으로 인정한 몇몇 유럽 국가들의 결정을 비판하였다. 미국 정부로부터 코소보를 인정한 유럽 연합의 국가들이 무거운 압박 아래에 한 것을 말한 슈뢰더는 서방의 인정이 세르비아에서 이른바 친유럽 연합 정책을 약하게 하는 더 많은 문제들을 일으켰다고 믿고 있다.
8월 슈뢰더는 더욱 나가서 그 해에 일어난 2008년 남오세티야 전쟁을 미하일 사카슈빌리와 미국의 예지에 힌트를 둔 서방에 핑계를 대고 더욱 밝아진 러시아 정책의 아무 관점을 비판하는 데 거부하였다.
슈뢰더는 유엔 안보리에 독일의 의석을 주창하였다.

## 개인사

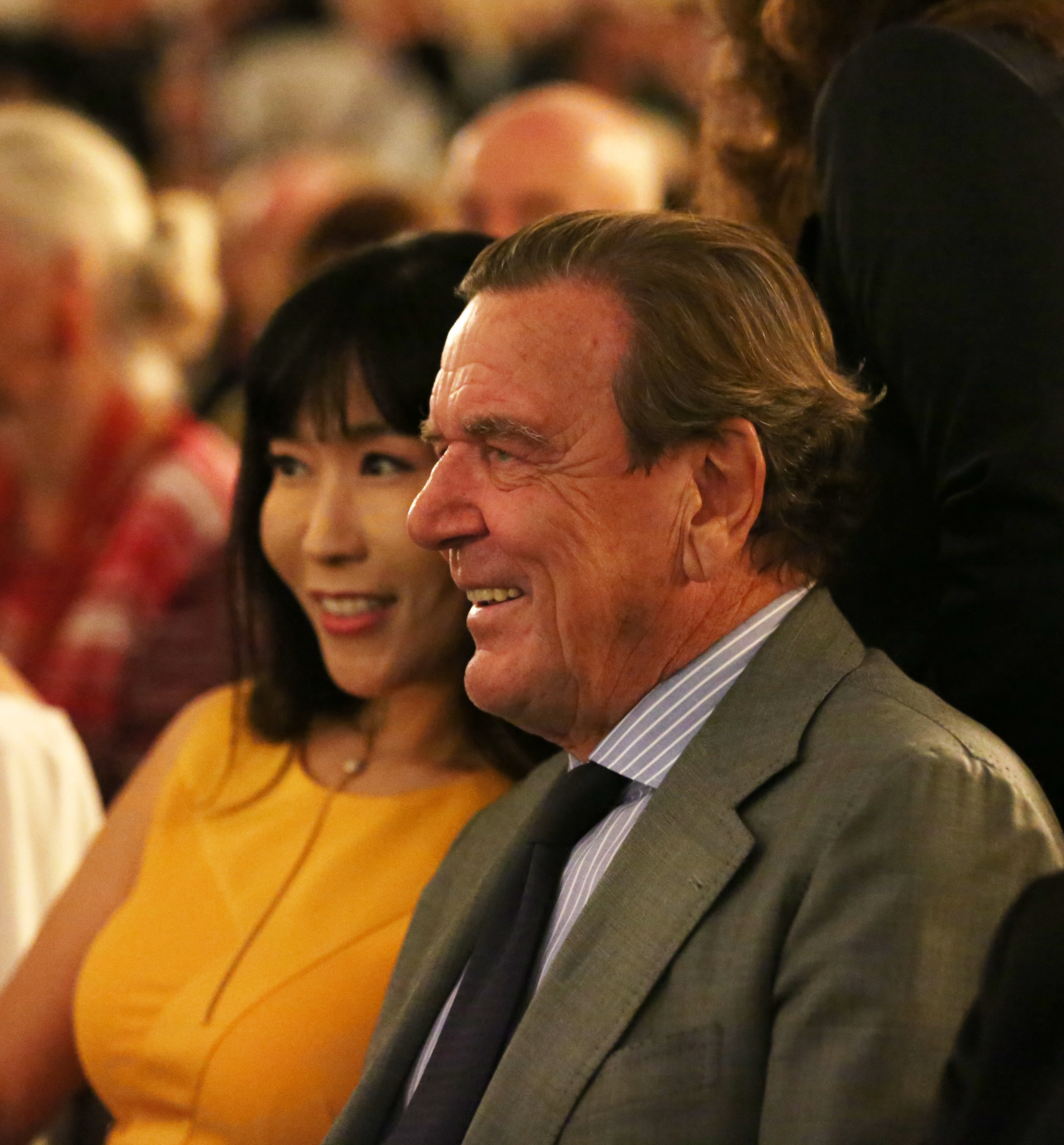
김소연과 슈뢰더

슈뢰더는 결혼을 5번 하였다. 4번째 부인 도리스 슈뢰더쾨프가 전 남편 사이에서 낳은 의붓딸과 러시아 상트페테르부르크에서 입양한 딸과 아들을 키우고 있으며, 슈뢰더는 아이를 가진 적이 없다.
도리스와 이혼한 후, 전문통역인인 한국인 김소연과 2018년에 5번째 결혼을 하였다.

## 비판과 논쟁

### 가즈프롬
총리로서 슈뢰더는 러시아의 천연가스를 바로 독일과 지나가는 나라들로 공급하는 데 목표를 둔 노르트 스트림 파이프라인 프로젝트의 강한 주창자였다. 파이프라인을 세우는 동의서는 독일 의회 선거가 열리기 2주전에 서명되었다. 2005년 10월 24일 슈뢰더가 총리에서 물러나기 몇주 전에 독일 정부는 노르트 스트림의 프로젝트 비용 1조 유로를 떠맡는데 보증하였다. 하지만 이 보증은 전혀 이용되지 않았다. 총리직에서 물러난 후 곧 슈뢰더는 노르트 스트림 AG의 주주 협회의 우두머리 직위를 위한 가즈프롬의 후보직을 받아들여 이익의 가능한 논쟁에 관한 의문들을 높였다. 영토의 가스가 현재 분출한 나라들의 정부들에 관하여 독일의 야당들은 논점에 근심을 나타냈다.

### 에스토니아 전쟁 기념비에 논쟁
에스토니아의 수도 탈린의 중심부로부터 소련 시기의 전쟁 기념비를 군사 공동 묘지로 옮기는 2007년 5월 러시아와 에스토니아 사이의 열나는 논쟁이 일어나는 동안에 슈뢰더는 크렘린의 반응을 방어하였다. 그는 에스토니아가 "교화된 행동의 모든 형성"을 부정하였다고 깨달았다. 결과로서 에스토니아 정부는 노르트 스트림 AG의 의장으로서 자신의 목적에서 계획된 슈뢰더의 방문을 취소하였다.

### 김소연과의 불륜
슈뢰더는 도리스와 이혼한 뒤, 한국인 남편이 있었던 통역사 김소연과 불륜에 빠져 김소연이 이혼한 뒤 재혼하였다. 파탄주의를 채택한 독일법에 따르면 기혼자와 불륜에 빠진 사람은 배상 책임이 없으나, 유책주의인 대한민국 법에 따르면 혼인 파탄에 대한 손해배상을 지기 때문에 슈뢰더는 김소연의 전 남편에 대한 손해배상 소송에서 패소하였다. 대한민국의 1심 법원은 대한민국 국제사법에 따라 대한민국법이 준거법인 혼인관계를 상간자 책임이 인정되지 않는 국가의 외국인이 불륜을 저질러 파탄낸 경우에도 손해배상 책임을 진다고 판결했다.

## 같이 보기
- 독일의 내각제